# Paskowacz

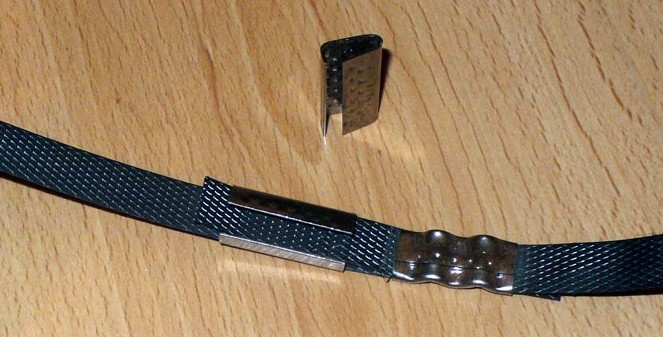
Zapinka metalowa

Paskowacz; Paskownica; Bandownica - przyrząd służący do zabezpieczania towaru podczas transportu lub magazynowania, poprzez spięcie go opaską wykonaną z taśmy polipropylenowej. Dobór szerokości polipropylenowej taśmy spinającej powinien być uzależniony od masy spinanego towaru. Ze względu na sposób łączenia taśmy wyróżniamy następujące rodzaje paskownic:
- paskownica termiczna: łączy taśmę na sztywno, w sposób stały poprzez zgrzewanie. Paskownice tego rodzaju są urządzeniami stacjonarnymi wymagającymi zasilania elektrycznego.

- paskownica na zapinki metalowe: łączy taśmę na sztywno, w sposób stały poprzez zaciśnięcie na taśmie zapinki wykonanej z metalu. Rozmiar zapinki jest o 1mm większy od rozmiaru taśmy – przykładowo zapinki 13 mm stosuje się do spinania taśm 12 mm. Paskownice tego typu są przeważnie urządzeniami ręcznymi.

- paskownica na zapinki druciane: umożliwia rozpięcie opaski bez niszczenia jej, oraz ponowne zapięcie opaski. Zwiększona elastyczność tego typu zapięcia sprawia, iż często jest on preferowany przy zabezpieczaniu towarów "pracujących" czyli przemieszczających się względem siebie czy zmieniających swoją objętość. Paskownice do zapinek drucianych mają najprostszą konstrukcję  – umożliwiają jedynie napięcie taśmy.

Istnieje również możliwość spinania towaru za pomocą spinek wykonanych z polipropylenu, o konstrukcji zbliżonej do zapinek drucianych.